# Lista de artilheiros do Grêmio na Arena
Esta é uma lista de artilheiros do Grêmio na sua casa, a Arena do Grêmio, localizada em Porto Alegre. O estádio foi inaugurado no dia 8 de dezembro de 2012. Na ocasião, o Grêmio enfrentou a equipe alemã do Hamburgo, vencendo por 2 a 1 e consagrando a primeira vitória do clube no novo estádio. Anteriormente, o Grêmio mandava seus jogos no Estádio Olímpico Monumental, localizado no bairro Azenha, em Porto Alegre.

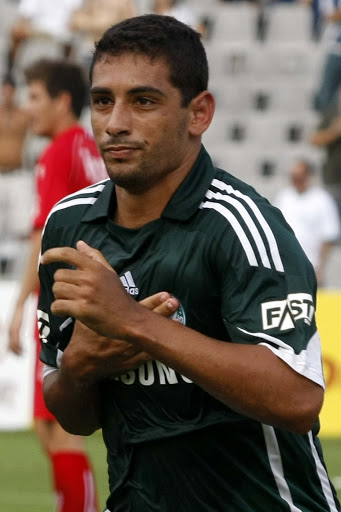
Diego Souza, maior artilheiro da Arena do Grêmio.

A lista de artilheiros leva em conta todos os jogos envolvendo a equipe principal do Grêmio na Arena desde a sua inauguração, incluindo o amistoso contra o Hamburgo. Não são contabilizados gols marcados pelos atletas que atuavam na equipe visitante.

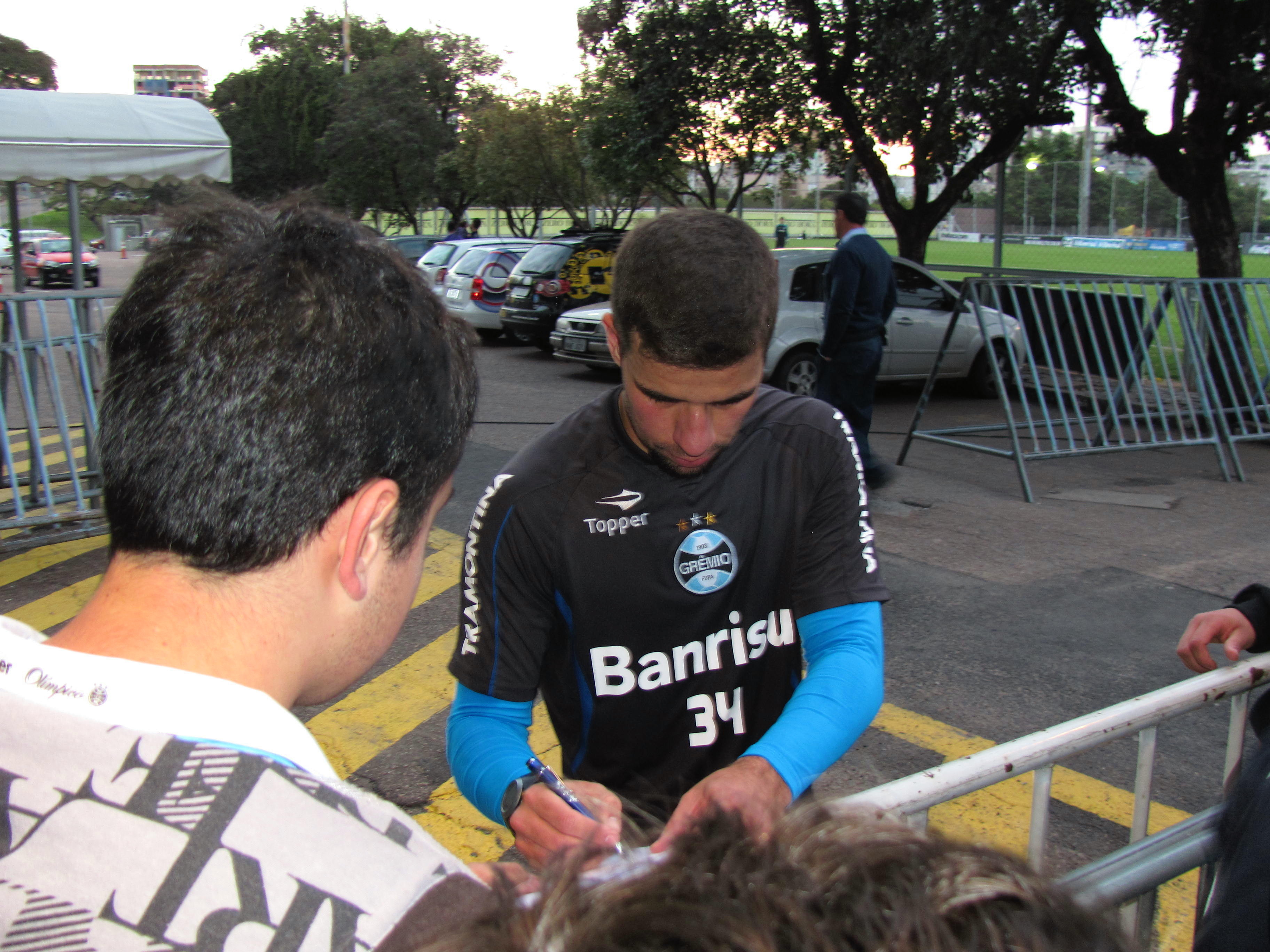
André Lima, ex-atacante tricolor, foi o autor do primeiro gol na Arena do Grêmio, contra o Hamburger SV em 8 de Dezembro de 2012.

## Artilheiros[1]
| Jogador            | Gols | Período          | Posição               | Ref         |
| ------------------ | ---- | ---------------- | --------------------- | ----------- |
| Diego Souza        | 55   | 2020-2023        | atacante              | [ 2 ]       |
| Everton            | 43   | 2014-2020        | atacante              | [ 2 ] [ 3 ] |
| Luan               | 41   | 2014-2019 / 2023 | meia/atacante         | [ 2 ] [ 3 ] |
| Hernán Barcos      | 28   | 2013-2015        | atacante              | [ 2 ] [ 3 ] |
| Luis Suárez        | 20   | 2023             | atacante              | [ 2 ]       |
| Ferreira           | 19   | 2019-2023        | atacante              | [ 2 ]       |
| Franco Cristaldo   | 18   | 2023-atualmente  | meia/atacante         |             |
| Alisson            | 15   | 2018-2021        | atacante              | [ 2 ]       |
| Pepê               | 14   | 2017-2021        | atacante              |             |
| Pedro Rocha        | 14   | 2014-2017        | atacante              |             |
| Lucas Barrios      | 14   | 2017             | atacante              |             |
| Martin Braithwaite | 14   | 2024-atualmente  | atacante              |             |
| Jael               | 13   | 2017-2019        | atacante              |             |
| Douglas            | 13   | 2015-2018        | meia                  |             |
| Maicon             | 12   | 2015-2021        | volante/meia          |             |
| Jean Pyerre        | 11   | 2017-2022        | meia                  |             |
| Giuliano           | 11   | 2014-2016        | meia                  |             |
| Pedro Geromel      | 10   | 2014-atualmente  | zagueiro              |             |
| Bitello            | 10   | 2022-2023        | meia                  |             |
| Ramiro             | 10   | 2013-2018        | volante/meia          |             |
| Miller Bolaños     | 10   | 2016-2017        | meia/atacante         |             |
| Fernandinho        | 8    | 2014-2017        | meia/atacante         |             |
| André              | 8    | 2018-2020        | atacante              |             |
| Kléber             | 8    | 2012-2014        | atacante              |             |
| Thaciano           | 8    | 2018-2023        | volante/meia          |             |
| Mathías Villasanti | 7    | 2021-atualmente  | volante               |             |
| Bobô               | 7    | 2015-2016        | atacante              |             |
| Matheus Henrique   | 7    | 2018-2021        | volante/meia          |             |
| Diego Costa        | 6    | 2024             | atacante              |             |
| Luciano            | 6    | 2019-2020        | atacante              |             |
| David Braz         | 6    | 2019-2021        | zagueiro              |             |
| Luiz Fernando      | 5    | 2020-2021        | meia/atacante         |             |
| Léo Gomes          | 5    | 2017-2023        | lateral               |             |
| Jaminton Campaz    | 5    | 2021-2023        | meia/atacante         |             |
| Zé Roberto         | 5    | 2012-2014        | lateral/meia          |             |
| Diego Tardelli     | 5    | 2019             | meia/atacante         |             |
| Dudu               | 5    | 2014             | meia/atacante         |             |
| Alan Ruiz          | 5    | 2014             | meia                  |             |
| Maxi Rodríguez     | 5    | 2013-2017        | meia                  |             |
| Cícero             | 5    | 2017-2018        | volante/meia/atacante |             |
| Elano              | 5    | 2012-2014        | volante/meia          |             |
| Werley             | 5    | 2012-2016        | zagueiro              |             |
| Cristian Pavón     | 5    | 2024-atualmente  | atacante              |             |
| João Pedro         | 5    | 2023-atualmente  | lateral               |             |
| Walter Kannemann   | 4    | 2016-atualmente  | zagueiro              |             |
| Everton Galdino    | 4    | 2023-2024        | meia/atacante         |             |
| André Henrique     | 4    | 2023-atualmente  | atacante              |             |
| Yeferson Soteldo   | 4    | 2024             | meia/atacante         |             |
| Bruno Alves        | 4    | 2021-2023        | zagueiro              |             |
| Diego Churin       | 4    | 2020-2022        | atacante              |             |
| Biel               | 4    | 2022             | atacante              |             |
| Felipe Vizeu       | 4    | 2019             | atacante              |             |
| Marinho            | 4    | 2018-2019        | atacante              |             |
| Yuri Mamute        | 4    | 2012-2015        | atacante              |             |
| Arthur             | 4    | 2015-2018        | volante/meia          |             |
| Isaque             | 4    | 2018-2021        | meia/atacante         |             |
| Guilherme Azevedo  | 4    | 2019-2021        | meia/atacante         |             |
| João Pedro Galvão  | 3    | 2023-2024        | atacante              |             |
| Jhonata Robert     | 3    | 2019-2024        | atacante              |             |
| Lucas Silva        | 3    | 2020-2023        | volante               |             |
| Douglas Costa      | 3    | 2021             | meia/atacante         |             |
| Ricardinho Viana   | 3    | 2021             | atacante              |             |
| Paulo Miranda      | 3    | 2018-2021        | zagueiro              |             |
| Miguel Borja       | 3    | 2021             | atacante              |             |
| Lucas Coelho       | 3    | 2013-2014        | atacante              |             |
| Eduardo Vargas     | 3    | 2013             | atacante              |             |
| Thonny Anderson    | 3    | 2018-2019        | meia/atacante         |             |
| Michel             | 3    | 2017-2019        | volante               |             |
| Cristian Riveros   | 3    | 2013-2014        | volante               |             |
| Bressan            | 3    | 2013-2018        | zagueiro              |             |
| Fred               | 3    | 2016             | zagueiro              |             |
| Juninho Capixaba   | 3    | 2018-2019        | lateral               |             |
| Elias Manoel       | 3    | 2021-2022        | atacante              |             |
| Janderson          | 3    | 2021-2022        | atacante              |             |
| Cristian Olivera   | 3    | 2025-atualmente  | atacante              |             |
| Alexander Aravena  | 2    | 2024-atualmente  | atacante              |             |
| Reinaldo           | 2    | 2023-2024        | lateral               |             |
| Nathan Fernandes   | 2    | 2023-atualmente  | meia/atacante         |             |
| Bruno Cortez       | 2    | 2017-2023        | lateral               |             |
| Rodrigues          | 2    | 2019-2022        | zagueiro              |             |
| Edílson            | 2    | 2016-2017 / 2022 | lateral               |             |
| Nicolas            | 2    | 2022             | lateral               |             |
| Elkeson            | 2    | 2022             | atacante              |             |
| Lucas Leiva        | 2    | 2022-2023        | volante               |             |
| Thiago Santos      | 2    | 2021-2023        | volante               |             |
| Gabriel Silva      | 2    | 2022-2023        | meia/atacante         |             |
| Vina               | 2    | 2023             | meia/atacante         |             |
| Marcelo Oliveira   | 2    | 2015-2020        | zagueiro/lateral      |             |
| Henrique Almeida   | 2    | 2016             | atacante              |             |
| Braian Rodríguez   | 2    | 2015             | atacante              |             |
| Willian José       | 2    | 2013             | atacante              |             |
| Walter Montoya     | 2    | 2019             | meia/atacante         |             |
| Walace             | 2    | 2014-2016        | volante               |             |
| Rhodolfo           | 2    | 2013-2015        | zagueiro              |             |
| Matías Arezo       | 2    | 2024-atualmente  | atacante              |             |
| Edenílson          | 2    | 2024-atualmente  | atacante              |             |
| Francis Amuzu      | 2    | 2025-atualmente  | meia/atacante         |             |
| Gustavo Martins    | 2    | 2021-atualmente  | zagueiro              |             |
| Miguel Monsalve    | 1    | 2024-atualmente  | atacante              |             |
| Gustavo Nunes      | 1    | 2024             | atacante              |             |
| Fábio              | 1    | 2023-atualmente  | lateral               |             |
| Lucas Besozzi      | 1    | 2023-2024        | atacante              |             |
| Ronald             | 1    | 2023-atualmente  | volante/meia          |             |
| Felipe Carballo    | 1    | 2023-atualmente  | volante               |             |
| Bruno Uvini        | 1    | 2023-2024        | zagueiro              |             |
| Pepê               | 1    | 2023-atualmente  | volante/meia          |             |
| Diogo Barbosa      | 1    | 2020-2023        | lateral               |             |
| Guilherme Guedes   | 1    | 2018-2022        | lateral               |             |
| Léo Pereira        | 1    | 2021-2022        | atacante              |             |
| Guilherme          | 1    | 2022-2023        | atacante              |             |
| Everton Cardoso    | 1    | 2020-2021        | meia/atacante         |             |
| Rildo              | 1    | 2022             | meia/atacante         |             |
| Léo Chú            | 1    | 2020-2021        | atacante              |             |
| Vanderson          | 1    | 2020-2021        | lateral               |             |
| César Pinares      | 1    | 2020-2021        | meia                  |             |
| Luis Orejuela      | 1    | 2020 / 2022      | lateral               |             |
| Thiago Neves       | 1    | 2020             | meia/atacante         |             |
| Dionathã           | 1    | 2017-2018        | meia/atacante         |             |
| Rafael Galhardo    | 1    | 2015 / 2019      | lateral               |             |
| Léo Moura          | 1    | 2017-2019        | lateral               |             |
| Beto da Silva      | 1    | 2017             | atacante              |             |
| Batista            | 1    | 2016             | atacante              |             |
| André Lima         | 1    | 2012-2013        | atacante              |             |
| Marcelo Moreno     | 1    | 2012-2015        | atacante              |             |
| Welliton           | 1    | 2013             | atacante              |             |
| Lucas Poletto      | 1    | 2017-2018        | meia/atacante         |             |
| Negueba            | 1    | 2016             | meia/atacante         |             |
| Lincoln            | 1    | 2015-2019        | meia                  |             |
| Leandro Canhoto    | 1    | 2013-2016        | meia/atacante         |             |
| Rodriguinho        | 1    | 2014             | meia                  |             |
| Jean Deretti       | 1    | 2013-2014        | meia                  |             |
| Rômulo             | 1    | 2019             | volante               |             |
| Jaílson            | 1    | 2016-2018        | volante/meia          |             |
| Edinho             | 1    | 2014-2016        | volante               |             |
| Fernando           | 1    | 2012-2013        | volante/meia          |             |
| Souza              | 1    | 2012-2013        | volante               |             |
| Marcelo Hermes     | 1    | 2014-2016        | lateral               |             |
| Matías Rodríguez   | 1    | 2014-2015        | lateral               |             |
| Lucas Rex          | 1    | 2016             | zagueiro              |             |
| Frickson Erazo     | 1    | 2015             | zagueiro              |             |
| Riquelme           | 1    | 2024-atualmente  | meia/atacante         |             |
| Alysson            | 1    | 2024-atualmente  | meia/atacante         |             |

Atualizado em 29/07/2025.